# Pimavanserina
La pimavanserina (ACP-103; BVF-036), venduta con il marchio Nuplazid, è un antipsicotico atipico, approvato per il trattamento della psicosi del morbo di Parkinson e in corso di approvazione per il trattamento della psicosi, della schizofrenia, dell'agitazione e del morbo di Alzheimer e nel disturbo depressivo maggiore. A differenza di altri antipsicotici, la pimavanserina non è un antagonista del recettore della dopamina.

## Farmacologia

### Farmacodinamica
La pimavanserina agisce come agonista inverso e antagonista dei recettori della serotonina 5-HT 2A con elevata affinità di legame ( K i 0,087   nM) e ai recettori della serotonina 5-HT 2C con affinità di legame inferiore (K i 0,44   nM). La pimavanserina mostra un basso legame con i recettori σ 1 (K i 120   nM) e non ha affinità apprezzabile (K i > 300   nM) alla serotonina 5-HT 2B, dopamina (incluso D 2), acetilcolina muscarinica, istamina o recettori adrenergici o ai canali del calcio.
La pimavanserina ha un meccanismo d'azione unico rispetto ad altri antipsicotici, comportandosi come un agonista inverso selettivo del recettore 5-HT2A serotonina, con una selettività di 40 volte per questo sito rispetto al recettore 5-HT2C e nessuna affinità o attività significativa a livello Recettori 5-HT2B o recettori della dopamina.

## Storia

### Sviluppo
La pimavanserina è un farmaco sviluppato dalla Acadia Pharmaceuticals.
La pimavanserina dovrebbe migliorare l'efficacia e il profilo degli effetti collaterali degli antipsicotici. I risultati di uno studio clinico che esamina l'efficacia, la tollerabilità e la sicurezza della pimavanserina aggiuntiva rispetto a risperidone e aloperidolo sono stati pubblicati nel novembre 2012 e i risultati hanno mostrato che la pimavanserina ha potenziato gli effetti antipsicotici delle dosi subterapeutiche di risperidone e ha incrementato la tollerabilità del trattamento con aloperidolo riducendo l'incidenza di sintomi extrapiramidali.
Il farmaco ha soddisfatto le aspettative di uno studio clinico di fase III per il trattamento della psicosi del morbo di Parkinson, e ha completato gli studi di fase II per il trattamento aggiuntivo della schizofrenia insieme a un farmaco antipsicotico.
Il 2 settembre 2014, la Food and Drug Administration degli Stati Uniti ha conferito lo status di Breakthrough Therapy alla nuova domanda di approvazione della Acadia per la pimavanserina.
Approvazione da parte del FDA
Il 29 aprile 2016 il nuplazide (pimavanserina) è stato approvato dalla FDA per il trattamento di allucinazioni e deliri associati alla psicosi del morbo di Parkinson. La raccomandazione del comitato consultivo non vincolante di 12 a 2 a sostegno dell'approvazione che ha preceduto l'azione di approvazione della FDA ha notato che il farmaco ha incontrato un bisogno importante, nonostante fornisse solo benefici modesti e ponesse gravi problemi di sicurezza.
Il 29 giugno 2018 la FDA ha approvato nuovi dosaggi di pimavanserina per il trattamento di allucinazioni e deliri associati alla psicosi del morbo di Parkinson. Sono state approvate una capsula da 34 mg e una formulazione in compresse da 10 mg. In precedenza, i pazienti dovevano assumere due compresse da 17 mg per raggiungere la dose raccomandata di 34 mg al giorno. La dose da 10 mg è indicata per i pazienti che assumono anche inibitori del CYP3A4 (ad es. Ketoconazolo).

### Costo
Il costo corrente della pimavanserina è di circa $ 3000 al mese.

### Controversia
Il 9 aprile 2018, la CNN ha riferito che alcuni nella FDA erano preoccupati che il nuplazide fosse "rischioso" quando è stato approvato e ha notato che ci sono stati un numero considerevole di decessi segnalati da coloro che usano il farmaco. La storia ha inoltre osservato che il farmaco è stato approvato sulla base di uno "studio di sei settimane su circa 200 pazienti". La FDA ha iniziato il monitoraggio post-commercializzazione del farmaco per valutare la validità di tali affermazioni. Il 20 settembre 2018, la FDA ha dichiarato che la sua recensione "non ha identificato alcun risultato sulla sicurezza nuovo o inatteso con Nuplazid o risultati incompatibili con il profilo di sicurezza stabilito attualmente descritto nell'etichetta del farmaco".